# Józef Gozdzki
Józef Gozdzki herbu Doliwa (zm. w 1731 roku) – starosta grabowiecki w latach 1728–1731.
Poseł na sejm 1728 i 1729 roku z województwa bełskiego. Poseł województwa lubelskiego na sejm 1730 roku.